# Apamea implexa
Apamea implexa là một loài bướm đêm trong họ Noctuidae.